# Йозеф Геслені
Йозеф Геслені (угор. Heszlényi József; 24 липня 1890 — 2 червня 1945) — угорський воєначальник, генерал-полковник. Кавалер Лицарського хреста Залізного хреста.

## Біографія
Учасник Першої світової війни, після закінчення якої поступив на службу в угорську армію. З 1935 року — начальник 6-ї секції угорського Генштабу, з 1936 року — ад'ютант командувача збройними силами. З 1938 року — командир 23-ї бригади. В 1940 році призначений командиром 2-ї моторизованої дивізії — одного із найкращих з'єднань угорської армії. В 1941-42 роках — начальник служби (з 1942 року — головної служби) постачань Міністерства оборони.
В 1942 році переведений в діючу армію і призначений командиром 4-го армійського корпусу. Після того, як в березні 1944 року німецькі війська фактично окупували Угорщину, Геслені, як воєначальник, якому німці довіряли, був призначений командувачем 3-ї угорської армії. У вересні 1944 року армія Геслені (близько 110 000 осіб) тримала оборону на угорсько-румунському кордоні, але була відкинута радянськими військами у межиріччя Тиси і Дунаю. В кінці грудня 1944 року частина армії була оточена в Будапешті, а решта частин з боями відійшли в Австрію. Покінчив життя самогубством в радянському полоні.

## Нагороди
- Орден Заслуг (Угорщина)
  - Офіцерський хрест
  - Командорський хрест із зіркою
  - Командорський хрест із зіркою на військовій стрічці з військовою відзнакою і мечами
  - Великий хрест на військовій стрічці з мечами
- Почесний знак Угорського Червоного Хреста, офіцерський хрест з військовою відзнакою
- Пам'ятна військова медаль (Угорщина) з мечами
- Вогняний хрест для фронтовиків з вінком
- Пам'ятна медаль за визволення Трансильванії
- Орден Корони Італії, командорський хрест

### Нагороди Австро-Угорщини
- Пам'ятний хрест 1912/13
- Орден Залізної Корони 3-го класу з військовою відзнакою і мечами
- Хрест «За військові заслуги» (Австро-Угорщина) 3-го класу з військовою відзнакою і мечами
- Срібна і бронзова медаль «За військові заслуги» (Австро-Угорщина) на стрічці хреста «За військові заслуги»
- Угорська бронзова медаль із короною Святого Іштвана, мечами і мініатюрою лицарського хреста ордена Леопольда
- Орден Леопольда (Австрія), лицарський хрест з мечами
- Військовий Хрест Карла
- Медаль «За поранення» (Австро-Угорщина) з однією смугою
- Офіцерська військова відзнака «За вислугу років» 2-го класу

### Нагороди Третього Рейху
- Залізний хрест
  - 2-го класу (17 квітня 1943)
  - 1-го класу
- Орден Заслуг німецького орла 2-го класу з мечами
- Лицарський хрест Залізного хреста (28 жовтня 1944)